# روح‌الله نجابت
روح‌الله نجابت (زاده ۱۳۶۸ شیراز) سیاستمدار ایرانی است که در دوره دوازدهم مجلس شورای اسلامی با کسب ۷۸ هزار و ۳۵۱ رأی به عنوان نفر اول از حوزه انتخابیه شیراز و زرقان انتخاب شد. وی پیش از این توانسته بود در یازدهمین انتخابات مجلس شورای اسلامی با کسب ۱۲۲ هزار و ۸۰۷ رای، به عنوان نفر دوم از حوزه انتخابیه شیراز و زرقان از استان فارس و جوان ترین نماینده مجلس یازدهم انتخاب گردد. وی هم اکنون عضو کمیسیون امنیت ملی و سیاست خارجی مجلس شورای اسلامی می باشد. 

## فعالیت‌های تقنینی

### شفافیت آرا
روح‌الله نجابت، از طراحان طرح شفافیت آرا است که در ابتدای مجلس یازدهم به مجلس ارائه شد. وی آرای خود در صحن علنی مجلس شورای اسلامی را به صورت شفاف در وبسایت شخصی خود منتشر می‌کند.

### قانون حمایت از افشاگران فساد (سوت‌زنی)
این طرح به پیشنهاد روح‌الله نجابت در جلسه علنی روز سه شنبه مورخ ۱۴۰۲/۰۹/۱۴ مجلس شورای اسلامی، تصویب شد و در تاریخ ۱۴۰۲/۱۰/۶ به تأیید شورای نگهبان رسید.

### بیمه‌ رایگان اقشار کم درآمد
در بررسی لایحه بودجه سال ۱۴۰۱، نمایندگان مجلس شورای اسلامی با پیشنهاد روح‌الله نجابت مبنی بر الحاق دو بند به لایحه بودجه موافقت کردند. براساس این مصوبه، بیمه سلامت ایرانیان با همکاری وزارت تعاون کار و رفاه اجتماعی، باید افراد فاقد بیمه پایه از سه دهک پایین درآمدی را بدون نیاز به ثبت‌نام تحت پوشش بیمه رایگان قرار دهد. همچنین شورای عالی بیمه سلامت موظف خواهد شد تا لیست داروهای بیمه‌ای را بازنگری کند تا داروهای جدیدی براساس توان مالی بیماران، تحت پوشش بیمه قرار بگیرند. اصلاح سهم پرداختی بیمه شده، متناسب با درآمد بیمه شدگان نیز از دیگر تکالیف این مصوبه برای شورای عالی بیمه سلامت بود.

### قانون اصلاح موادی از قانون انتخابات مجلس شورای اسلامی
روح‌الله نجابت، از طراحان قانون اصلاح موادی از قانون انتخابات مجلس شورای اسلامی است که بر اساس نظر هیئت داوران آیین جایزه ملی قانون، به عنوان قانون اجرایی مؤثر، حائز رتبه برتر اعلام گردید و مورد تقدیر رسمی رییس مجلس قرار گرفت.

## فعالیت‌های نظارتی

### سؤال از وزیر اقتصاد
در جلسه علنی ۳۱ فروردین ۱۴۰۰ مجلس شورای اسلامی، سؤال روح‌الله نجابت از فرهاد دژپسند درباره علت عدم اجرای ماده ۷ قانون اجرای سیاست‌های کلی اصل ۴۴ قانون اساسی مبنی بر لزوم شفافیت و تسهیل شرایط صدور مجوزهای کسب و کار در دستور کار قرار گرفت که نمایندگان بعد از توضیحات وزیر از پاسخ‌های او قانع نشدند و به او کارت زرد دادند.

### سؤال از وزیر ورزش و جوانان
نمایندگان مردم در مجلس شورای اسلامی در جلسه علنی دوشنبه ۲۹ خرداد ۱۴۰۲ مجلس شورای اسلامی در جریان سؤال روح‌الله نجابت نماینده مردم شیراز و زرقان از حمید سجادی در خصوص علت بی‌عدالتی در توزیع زیرساخت‌ها و امکانات ورزشی در کشور و کوتاهی در اجرای مصوبات سفرهای استانی رئیس جمهور و وعده‌های اعلام شده وزیر درخصوص ساخت تأسیسات ورزشی، از توضیحات وزیر قانع نشدند و به وی کارت زرد دادند.

## فعالیت‌های دیپلماتیک

### گروه‌های دوستی پارلمانی
روح‌الله نجابت در ۴ مهر ۱۴۰۳ به عنوان رئیس گروه دوستی پارلمانی جمهوری اسلامی ایران و کشورهای چین، کره شمالی و چک انتخاب شد.

## سوابق
- عضو کمیسیون امور داخلی کشور و شوراها در یازدهمین دوره مجلس شورای اسلامی
- عضو کمیسیون اصل ۹۰ مجلس شورای اسلامی در دوره یازدهم
- عضو کمیسیون تلفیق بودجه سال ۱۴۰۱
- سخنگوی کمیسیون امور داخلی کشور و شوراها در دوره یازدهم
- دبیر انجمن اسلامی دانشجویان دانشگاه شیراز (91-89)
- دبیر سیاسی اتحادیه انجمن‌های اسلامی دانشجویان مستقل کشور (93-92)